# Веретенников, Василий Иванович
Васи́лий Ива́нович Верете́нников (1880—1942) — русский историк, архивист, профессор, доктор исторических наук (1916).

## Биография
Окончил историческое отделение историко-филологического факультета Санкт-Петербургского университета. С 1905 года работал в архиве Министерства иностранных дел.
С 1908 года — преподаватель на Высших женских курсах в Харькове. С 1910 года состоял приват-доцентом Харьковского университета на кафедре русской истории. В 1914—1915 годах — приват-доцент Московского университета. Доктор исторических наук (1916). В 1916—1917 гг. — приват-доцент Петроградского университета.
В 1917 году возглавил кафедру русской истории на историко-филологическом факультете Саратовского университета, профессор.
В 1920—1930 годах — профессор Харьковского университета. С 1926 году входил в состав редакционной коллегии журнала «Архівна справа».
В 1930-х годах — сотрудник Русского музея в Ленинграде.

## Труды
Среди его работ наиболее известны:
- «История Тайной канцелярии Петровского времени» (Харьков, 1910);
- «Из истории Тайной канцелярии. 1731 — 62 годы» (Харьков, 1910);
- «К истории составления дворянских наказов в Екатерининскую комиссию 1767 г.» (Записки Харьковского Университета, 1911)
- «Очерки истории генерал-прокуратуры в России до Екатерининского времени.» — Харьков, 1915. — 405 с.